# مارك شيبرد
مارك شيبرد (بالإنجليزية: Mark Shepherd)‏ هو مهندس أمريكي، ولد في 18 يناير 1923 في دالاس في الولايات المتحدة، وتوفي في 4 فبراير 2009 بسبب تليف رئوي.